# Dichotomius buqueti
Dichotomius buqueti är en skalbaggsart som beskrevs av Lucas 1857. Dichotomius buqueti ingår i släktet Dichotomius och familjen bladhorningar. Inga underarter finns listade i Catalogue of Life.